# Pilvet liikkuu, minä en
Pilvet liikkuu, minä en è l'album di debutto della cantante finlandese Yona, pubblicato il 15 gennaio 2010 su etichetta discografica Timmion Records.

## Tracce
1. Leski kuutamolla – 2:23 (Johanna Pitkänen)
2. Pilvet liikkuu, minä en – 4:57 (Johanna Pitkänen, Kalevi Louhivuori)
3. Kellon alla – 5:28 (Johanna Pitkänen, Kalevi Louhivuori)
4. Huuhkaja – 4:20 (Johanna Pitkänen, Kalevi Louhivuori)
5. Laulu – 4:18 (Johanna Pitkänen)
6. Syyssävelmä – 2:58 (Johanna Pitkänen, Sami Baldauf)
7. Kevätfiilis – 4:24 (Johanna Pitkänen, Kalevi Louhivuori)
8. Kärpänen – 4:08 (Johanna Pitkänen)
9. Vedenpaisumuslaulu – 4:13 (Johanna Pitkänen)
10. Uusi sävel – 3:45 (Johanna Pitkänen)
11. Pieni lintu – 2:31 (Johanna Pitkänen, Orkesteri Liikkuvat Pilvet)

## Classifiche
| Classifica (2010) | Posizione massima |
| ----------------- | ----------------- |
| Finlandia         | 49                |